# Pavlov u Unhoště

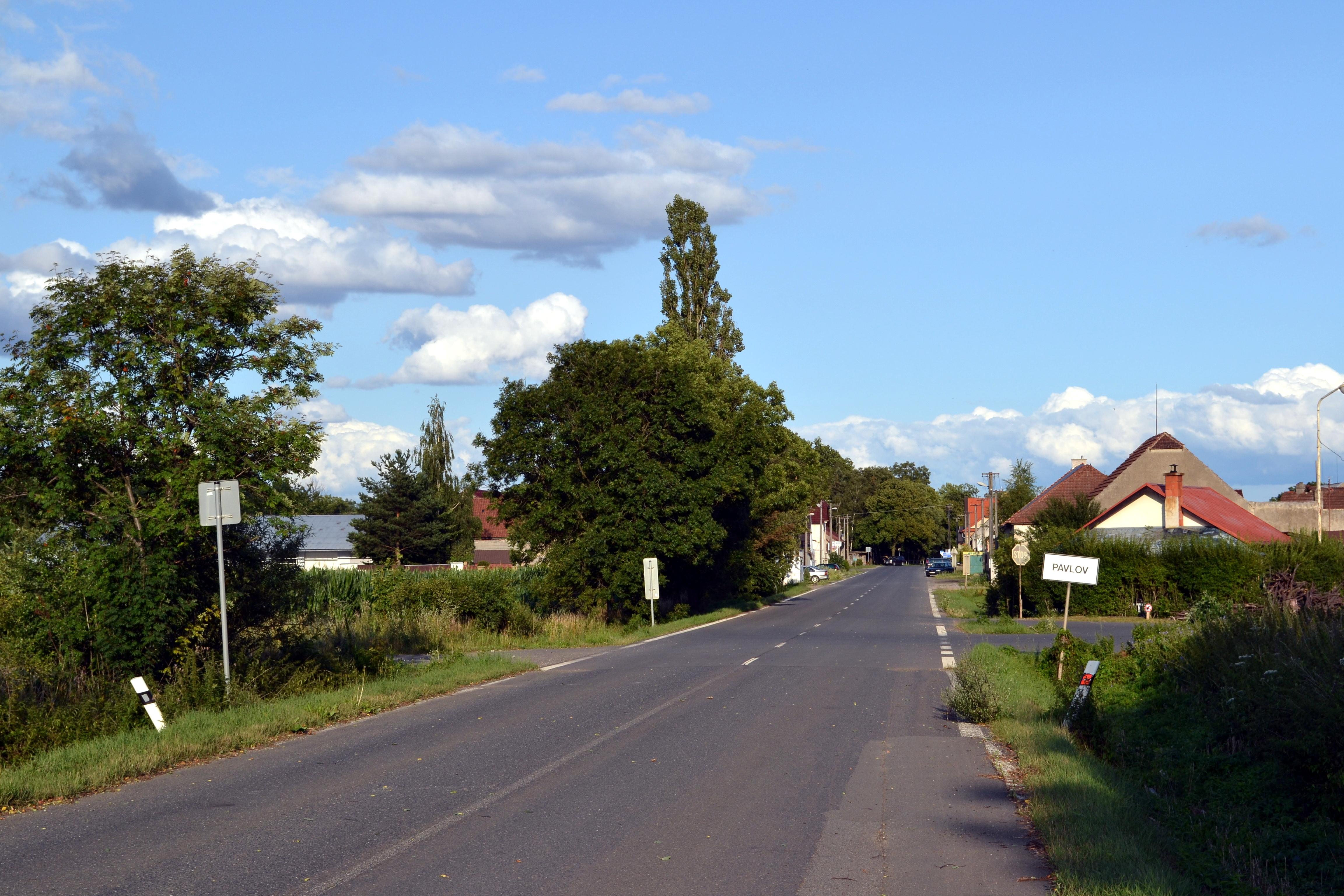
Ortseinfahrt von Westen

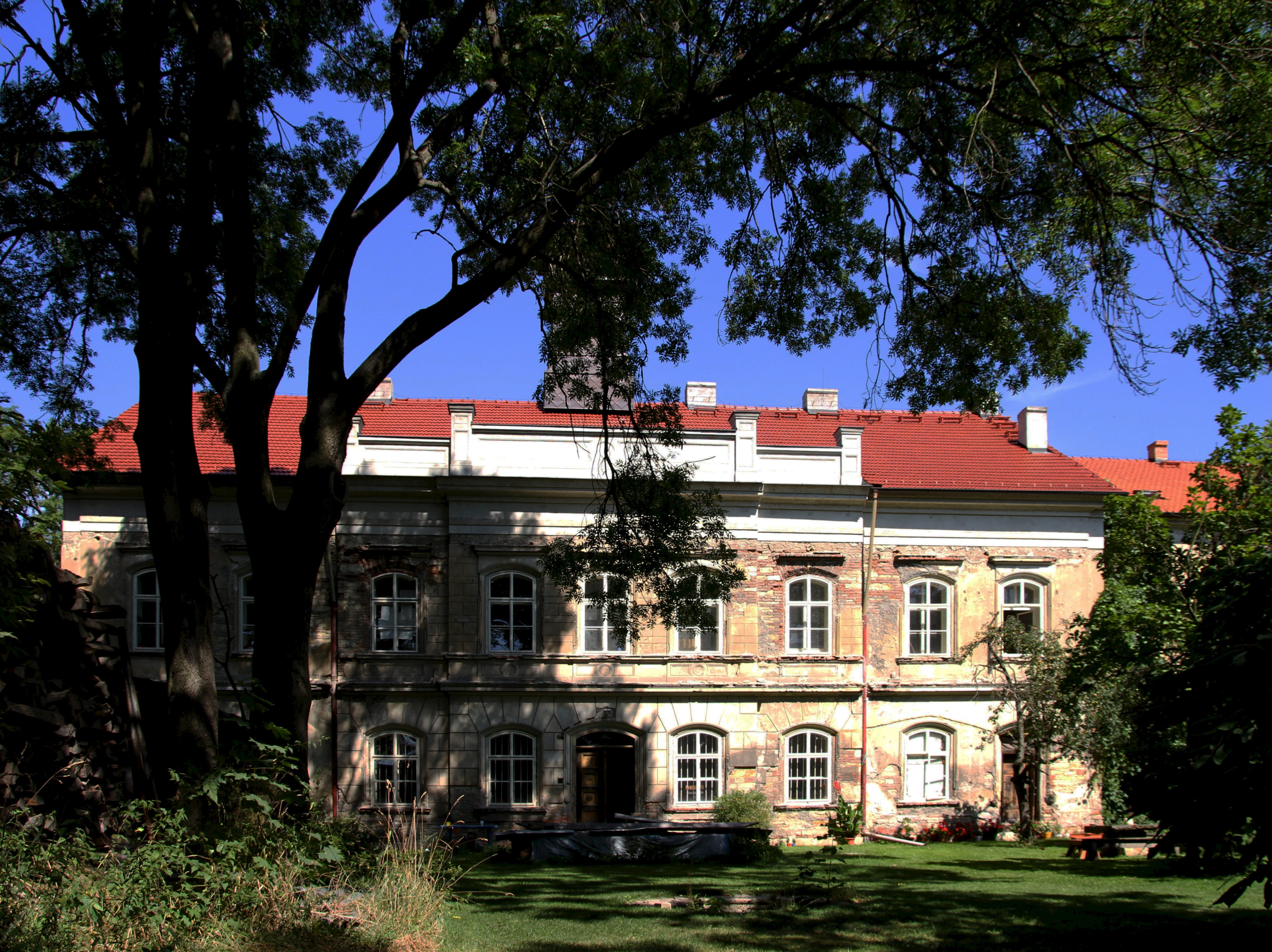
Schlösschen Nový Dvůr

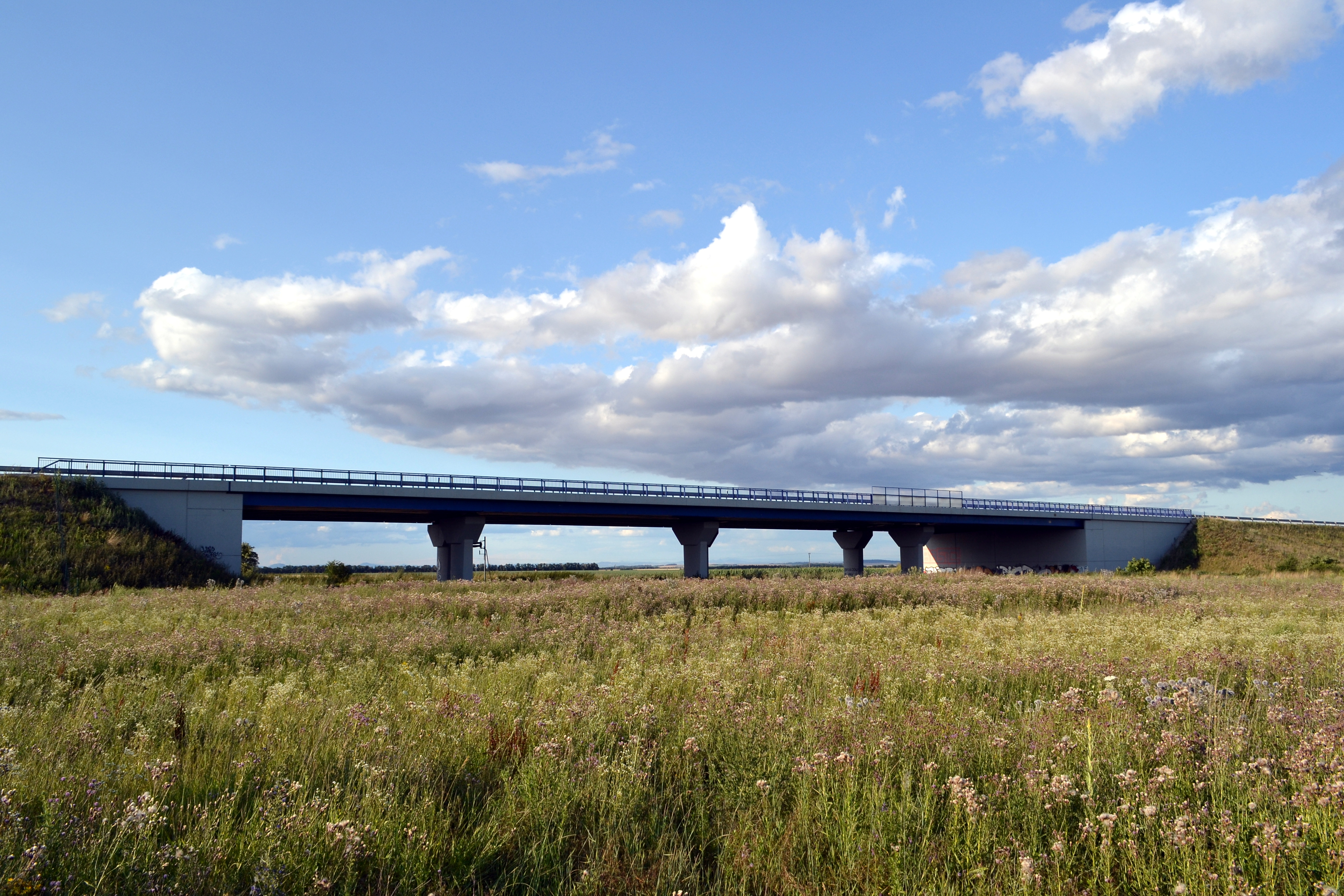
Brücke der Schnellstraße R 6 über die Eisenbahn

Pavlov (deutsch Paulow, 1939–1945 Paulhof) ist eine Gemeinde in Tschechien. Sie liegt drei Kilometer nordöstlich von Unhošť und gehört zum Okres Kladno.

## Geographie
Pavlov befindet sich auf der Unhoschter Tafel (Unhošťská tabule). Nördlich des Dorfes entspringt der Bach Sulovický potok, östlich der Dobrovízský potok. Am nördlichen Ortsrand führt die Trasse der Schnellstraße R 6 / E 48 zwischen Nové Strašecí und Hostivice an Pavlov vorbei. Am südlichen Ortsausgang verläuft die Bahnstrecke Praha–Chomutov. Gegen Osten liegt der Flughafen Prag.
Nachbarorte sind Dolany, Peklov, Hřebeč und Lidice im Norden, Hostouň im Nordosten, Jeneč, Litovice, Břve und Chýně im Südosten, Hájek, Červený Újezd, Svárov und Rymáň im Süden, Unhošť im Südwesten, Kyšice, Fialka und Braškov im Westen sowie Pletený Újezd, Malé Přítočno und Velké Přítočno im Nordwesten.

## Geschichte
Die erste schriftliche Erwähnung eines zum Hostauner Besitz des Prager Domkapitels St. Veit gehörigen Vorwerkshofes erfolgte im Jahre 1519. Der Hof gehörte im Jahre 1715 einem nicht näher bezeichneten Hron, der ihn zwei Jahre später an Theresia von Siegberg verkaufte. Im Jahre 1726 erwarb Ferdinand Kustoš von Zubří und Lipka den Hof und ließ ihn um einen Gutshof erweitern, der danach als Neuhof (Nový dvůr) bezeichnet wurde.
Sukzessive erwarb Kustoš noch die Brauerei in Unhošť, zehn Häuser von Hostouň sowie die Mühle in Poteplí hinzu und vereinigte den Besitz zum landtäfligen Gut Neuhof. Im Jahre 1744 verkaufte er das Gut an das Ursulinenkloster in der Prager Neustadt. Nach der Aufhebung des Klosters im Zuge der Josephinischen Reformen fiel das Gut Neuhof 1782 dem Religionsfonds zu. Am 30. Oktober 1787 verkaufte die Hofkammer das Gut an Anton Johann Wittek von Salzberg. Dieser veräußerte die kleine Brauerei in Unhošť an die Stadt Unhošť, behielt das Braurecht jedoch beim Gut Neuhof. 1799 verkaufte Wittek von Salzberg das Gut an den Prager Bürger Leopold Paul. Paul ließ im selben Jahre auf dem Hof ein Schlösschen errichten.
Auf dem Gut Neuhof legte Paul im Jahre 1801 das nach ihm benannte Dorf Paulow an. Im Volksmund wurde das Dorf zumeist Nové Dvory genannt. Paul unterstellte das neue Dorf der Gerichtsbarkeit des Gutes und ließ es seinem Grundbuch zuschreiben. Nach Pauls Tod erbte 1812 dessen Witwe Anna das Gut. Sie übergab es im Jahr darauf den Eheleuten Karl und Eva Hofmann, geborene Scheichl. Ab 1816 klagte die Stadt Unhošť gegen das Gut Neuhof und beanspruchte die Grundstücke von Paulow für sich. Der Streit wurde 1828 beigelegt; danach fielen der Stadt 152 Strich 4 Viertel und dem Gut 112 Strich 4 Viertel von Paulow zu. Dadurch fiel das Dorf unter die Verwaltung der Stadt Unhošť. Am 8. November 1828 kaufte Walburga Berger das Gut. Zwischen 1827 und 1830 wurde südlich des Dorfes die Pferdebahn Prag–Lana angelegt.
Im Jahre 1843 umfasste das landtäfliche Gut Neuhof eine ausschließlich aus Rustikalgründen bestehende Nutzfläche von 235 Joch 915 Quadratklafter. Haupterwerbsquelle bildeten die Landwirtschaft und der Obstbau, den Meierhof Neuhof bewirtschaftete die Obrigkeit selbst. Zum Gut gehörte das Dorf Paulow, 23 Häuser von Hostaun sowie von Ober-Wezděkau die einschichtige Mühle Potepl (Poteplí). Auf dem Gutsgebiet lebten 509 tschechischsprachige Menschen, darunter 13 jüdische und zwei protestantische Familien Augsburger Konfession. Das an der alten Karlsbader Straße gelegene Dorf Paulow/ Pawlow bestand aus 34 Häusern mit 269 Einwohnern, darunter drei jüdischen und zwei protestantische Familien. Im Ort gab es ein obrigkeitliches Schlösschen, einen dominikalen Meierhof mit Nutz- und Ziergarten sowie ein dominikales Bräuhaus, das jedoch nicht im Betrieb stand. Abseits lag östlich an der Karlsbader Straße das Wirtshaus Zum Schwarzen Rössel. Pfarrort war Hostaun. Im Jahre 1848 erwarb Walburga Bergers Ehemann Maximilian das Gut. Bis zur Mitte des 19. Jahrhunderts bildete Paulow das Amtsdorf des Gutes Neuhof.
Nach der Aufhebung der Patrimonialherrschaften bildete Pavlov / Paulow ab 1850 einen Ortsteil der Stadt Unhošť im Bezirk Smíchov und Gerichtsbezirk Unhošť. Die Bewohner von Pavlov hatten eine eigene Ortsvertretung mit Bürgermeister gewählt, den der Unhošťer Rat nicht anerkannte. Die Bezirkshauptmannschaft Smíchov entschied im Februar 1852, dass die Einsetzung eines Ortsvorstehers in Pavlov dem Unhošťer Bürgermeister vorbehalten war. Maximilian Berger verkaufte das Gut Neuhof 1860 an Wenzel und Katharina Kratochvíl. 1863 nahm die Buschtěhrader Eisenbahn den Betrieb auf der anstelle der alten Pferdebahn angelegten Eisenbahnstrecke Prag-Kladno auf. Auf freiem Feld entstand beim Schwarzen Rössel an der Kreuzung der Eisenbahn mit der Karlsbader Straße die Bahnstation Rössel; sie wurde später aufgegeben und 1934 durch die Bahnstation in Pavlov ersetzt. Im Jahre 1869 kauften Josef und Barbara Daneš das Gut Neuhof. Sie ließen die baufällig gewordenen Gebäude erneuern und 1870 auf dem Hof Nový dvůr eine neue Brauerei errichten, die das Bier der Marke Novodvorské pivo produzierte. Zu dieser Zeit bestand Pavlov aus 39 Häusern mit 291 Einwohnern. Nach dem Tode seiner Eltern übernahm 1883 Viktor Daneš das Gut. 1890 war das Dorf auf 42 Häuser angewachsen und hatte 338 Einwohner. 1893 wurde Pavlov dem Bezirk Kladno zugeordnet. 1897 gründete sich die Freiwillige Feuerwehr. Im Jahre 1901 löste sich Pavlov von Unhošť los und bildete eine eigene Gemeinde. Die Daneš-Erben verkauften das Gut Neuhof mit der Brauerei 1918 an Jan und Karel Kubíček; nachfolgender Besitzer war ab 1923 Josef Vinař und danach dessen gleichnamiger Sohn. Im Jahre 1932 hatte Pavlov einschließlich Nový Dvůr 309 Einwohner. Im Jahre 1929 erhielt der Ort eine Autobusverbindung, im selben Jahre erfolgte auch der Anschluss an das Elektrizitätsnetz. Während der deutschen Besetzung erhielt das Dorf den deutschen Namen Paulhof. Im Jahre 1942 stellte die Brauerei den Betrieb ein. Beim Zensus von 1949 wurden in Pavlov 58 Häuser mit 72 Wohnungen und 254 Einwohnern gezählt. 1950 wurde der Gutsbesitzer Josef Vinař jun. enteignet und das Gut Nový Dvůr an das Staatsgut Unhošť angeschlossen. Anlässlich des 5. Jahrestages der Befreiung wurde im Park ein mächtiger Gedenkstein aufgestellt. Die Familie Josef Vinař wurde 1951 nach Dolní Bezděkov zwangsausgesiedelt, im Jahr darauf wurde die Familie Josef Kozel nach Zbuzany und die Familie Karel Land nach Pazderna umgesiedelt. Für den Bau eines Fußweges an der Straße nach Hostouň wurden 1963 14 hundertjährige Linden gefällt. Das Schloss wurde 1967 dem Örtlichen Nationalausschuss übertragen, der es als Gemeindeamt, Bücherei, Jugendklub, Wäschemangel und für Wohnzwecke nutzte. Im Jahre 1980 lebten in dem Dorf 170 Personen in 69 Haushalten. 1988 wurde die Eingemeindung von Pavlov nach Unhošť zum 1. Jänner 1990 beschlossen. Durch die gesellschaftlichen Umgestaltungen nach der Samtenen Revolution wurde die beschlossenen Eingemeindung wieder hinfällig. Anlässlich des 110. Geburtstages des ersten tschechoslowakischen Konsuls in Sydney richtete die Gemeinde 1990 in Zusammenarbeit mit der Tschechoslowakisch-Australischen Gesellschaft im Schlösschen eine Gedenkstätte für Jiří Viktor Daneš ein. Diese wurde nach der Restitution des Gutes 1992 geschlossen und die Exponate im Melicharovo vlastivědné muzeum Unhošť eingelagert. Im Jahre 1993 entstand ein neues Gemeindeamt. 1999 begann nördlich des Dorfes der Bau der Schnellstraße R 6, im Jahre 2008 wurde der Abschnitt für den Verkehr freigegeben. 2001 feierte Pavlov sein 200-jähriges Bestehen, zu diesem Anlass erhielt die Gemeinde ein Wappen und Banner.

## Gemeindegliederung
Für die Gemeinde Pavlov sind keine Ortsteile ausgewiesen. Zu Pavlov gehört die Ortslage Nový Dvůr (Neuhof).

## Sehenswürdigkeiten
- Schloss Nový Dvůr, errichtet 1799–1801 mit Elementen des Klassizismus und Empirestil. Es diente nach der Enteignung im Jahre 1950 u. a. als Gemeindeamt. Das gesamte Gut wurde 1992 an die Nachkommen von Josef Vinař rückübertragen, die es an verschiedene Eigentümer verkauften. Das Schloss erwarb Petr Miškovský, der Sanierungsarbeiten durchführen ließ.

## Söhne und Töchter der Gemeinde
- Jiří Viktor Daneš (1880–1928), Geograph, Weltreisender und Diplomat